# Centro Histórico de Lima
O Centro Histórico de Lima, no Peru, está classificado como Património Mundial da Unesco desde 1988.
Embora seriamente danificada por terremotos, a "Cidade dos Reis" foi, até meados do século XVIII, a capital e mais importante cidade dos domínios espanhóis na América do Sul. Muito dos seus edifícios, como o Convento de São Francisco (o maior do seu tipo nesta parte do mundo), são o resultado da colaboração entre os nativos locais e os colonos do Velho Mundo. O centro histórico de Lima é um dos mais procurados destinos turísticos do Peru.

## História
Lima foi fundada por Francisco Pizarro em 18 de janeiro de 1535 com o nome em espanhol de Ciudad de los Reyes  (Cidade dos Reis). No entanto, com o tempo persistiu seu nome original, que vem provavelmente do idioma aimará (lima-limaq, ou flor amarela) ou do quíchua, por causa de seu rio Rímac. Nos primeiros mapas do Peru se podem ver conjuntamente os nomes Lima e Ciudad de los Reyes. Foi a capital do Vice-Reino do Peru até a independência.
Em 1746 boa parte da cidade foi destruída por um terramoto. Entre 1881 e 1883 foi ocupada pelo Chile durante a Guerra do Pacífico.

## Patrimônio da Humanidade
Durante as décadas de 50 e de 60 do século XX, o centro histórico de Lima entrou em uma etapa de modernização com a construção de numerosos edifícios de apartamentos e de escritórios. No entanto, a partir de os anos 1970, a área atravessou por um processo de deterioração. Durante os anos 1980 o processo se agravou, sofrendo a zona o aumento da circulação veicular.
No ano 1988, a Unesco declarou o Convento de San Francisco e posteriormente em 1991 o fez extensivo ao centro histórico de Lima como Patrimônio da Humanidade
devido à sua originalidade e à concentração de 608 monumentos históricos construídos na época da presencia hispânica, especialmente dentro do espaço chamado o Damero de Pizarro.
A fins da década dos anos 1990, durante a gestão de Alberto Andrade Carmona, se promulgou o regulamento do centro histórico de Lima, mediante a dação da Ordem 062-MML (1994). Nesta gestão o centro histórico de Lima experimentou certa recuperação, com a expulsão dos comerciantes ambulantes, a redução do crime e a recuperação de monumentos históricos.'

## Sacadas de Lima

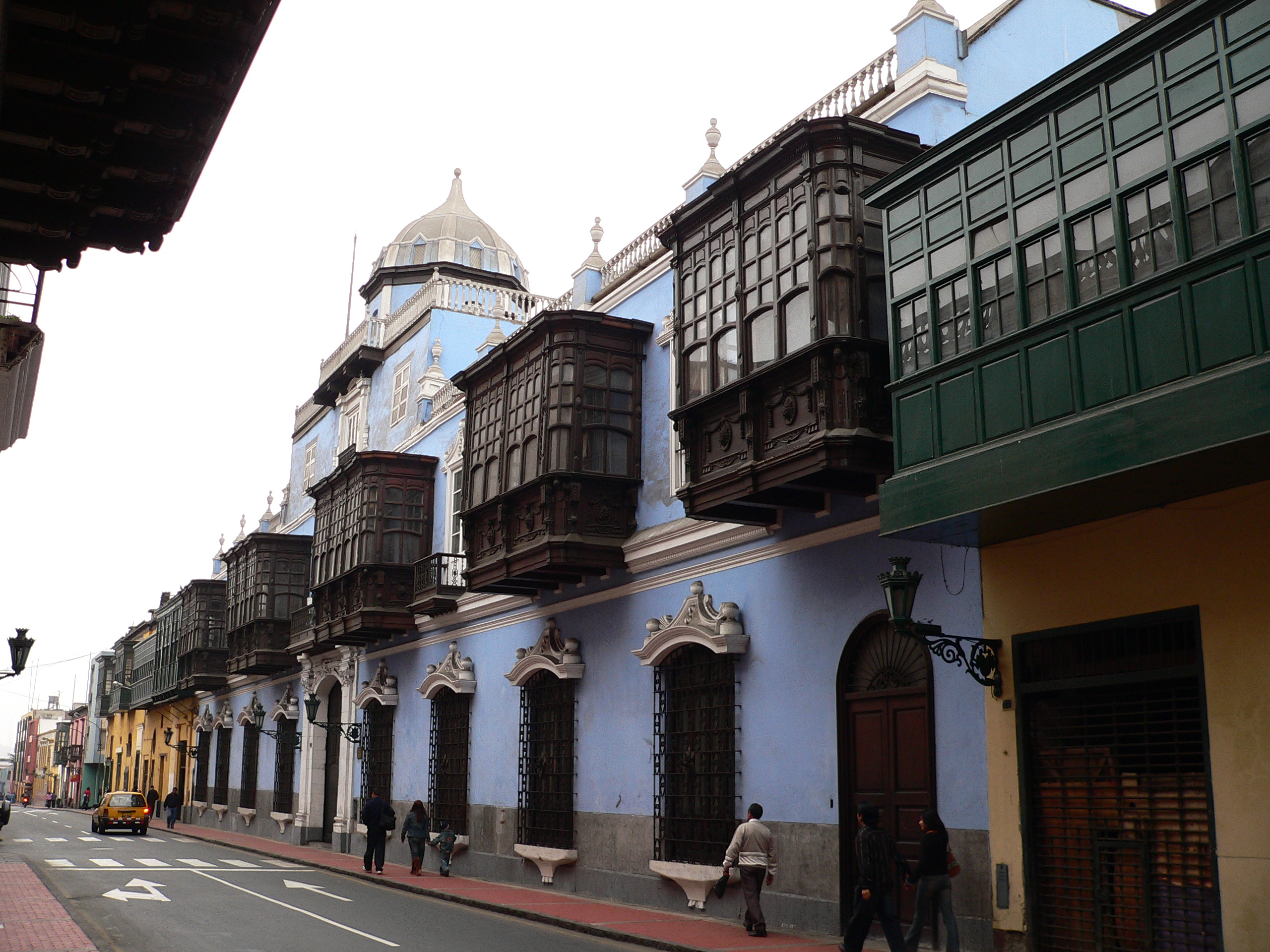
Casa de Osambela, seus balcões e aqueles de seus vizinhos.

Nas edificações do centro histórico de Lima há muitas sacadas da época republicana que outorgam uma característica muito singular a Lima. Para lograr sua conservação, a Municipalidade Metropolitana de Lima na gestão de Alberto Andrade Carmona, convidou a particulares e a empresas a adotar uma sacada a fim de conservá-las tal como foram em sua origem. A profusão destas sacadas lhe dão uma particular harmonia e originalidade
No entanto, estas peças ricas em valor histórico vêm sendo esquecidas e afetadas pelas construções realizadas na área.

## Principais atractivos

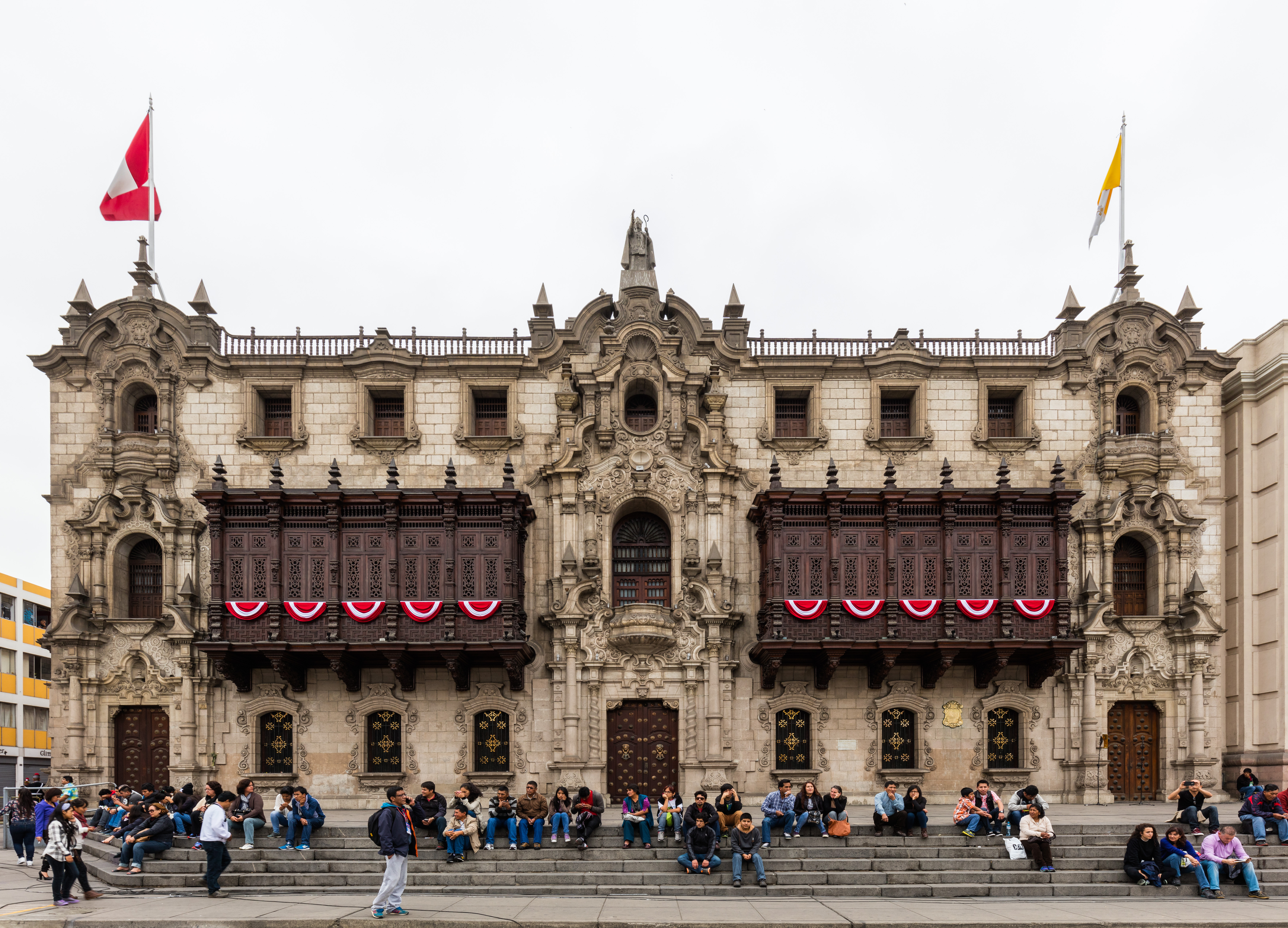
Palácio Arquiepiscopal.

### Palácio Arquiepiscopal de Lima
O Palácio Arquiepiscopal de Lima é a residência do Arcebispo de Lima e sede administrativa da Diocese de Lima. Foi construído no local que Pizarro estabeleceu para residência do cura da cidade, mas o edifício é obra moderna, tendo sido iniciado em 1922, com projeto de 1916 de Ricardo de Jaxa Malachowski, num estilo neocolonial que se tornou uma voga no Peru até os anos 40.

### Casa de Aliaga

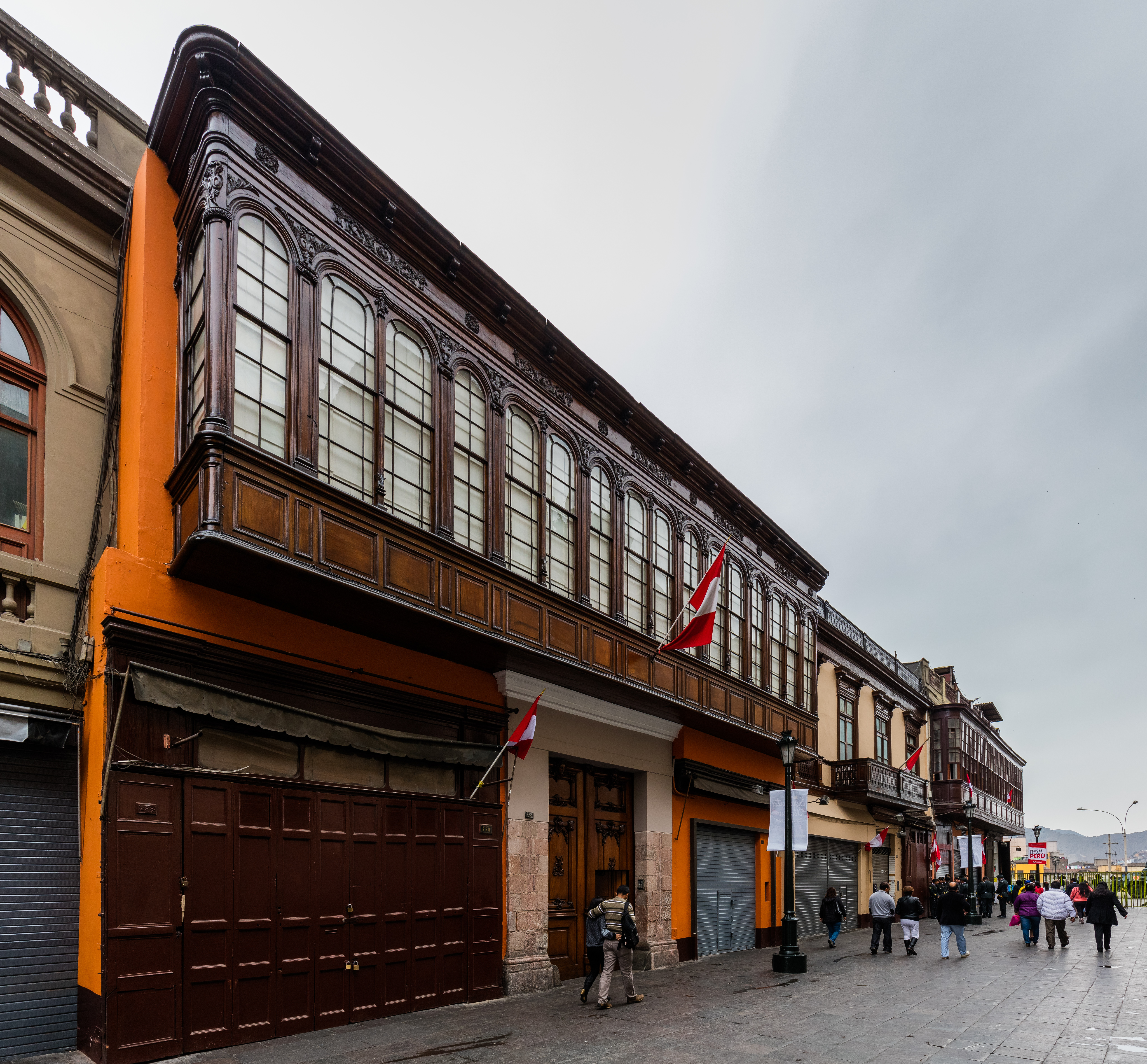
Casa de Aliaga.

Erguida em 1535 onde antes havia um santuário, continua em posse da família de seus primeiros proprietários. É a mansão mais antiga da cidade, com interiores suntuosos, está localizada em frente ao Palácio do Governo e ocasionalmente serve como sede de eventos culturais.

### Casa do Ouvidor

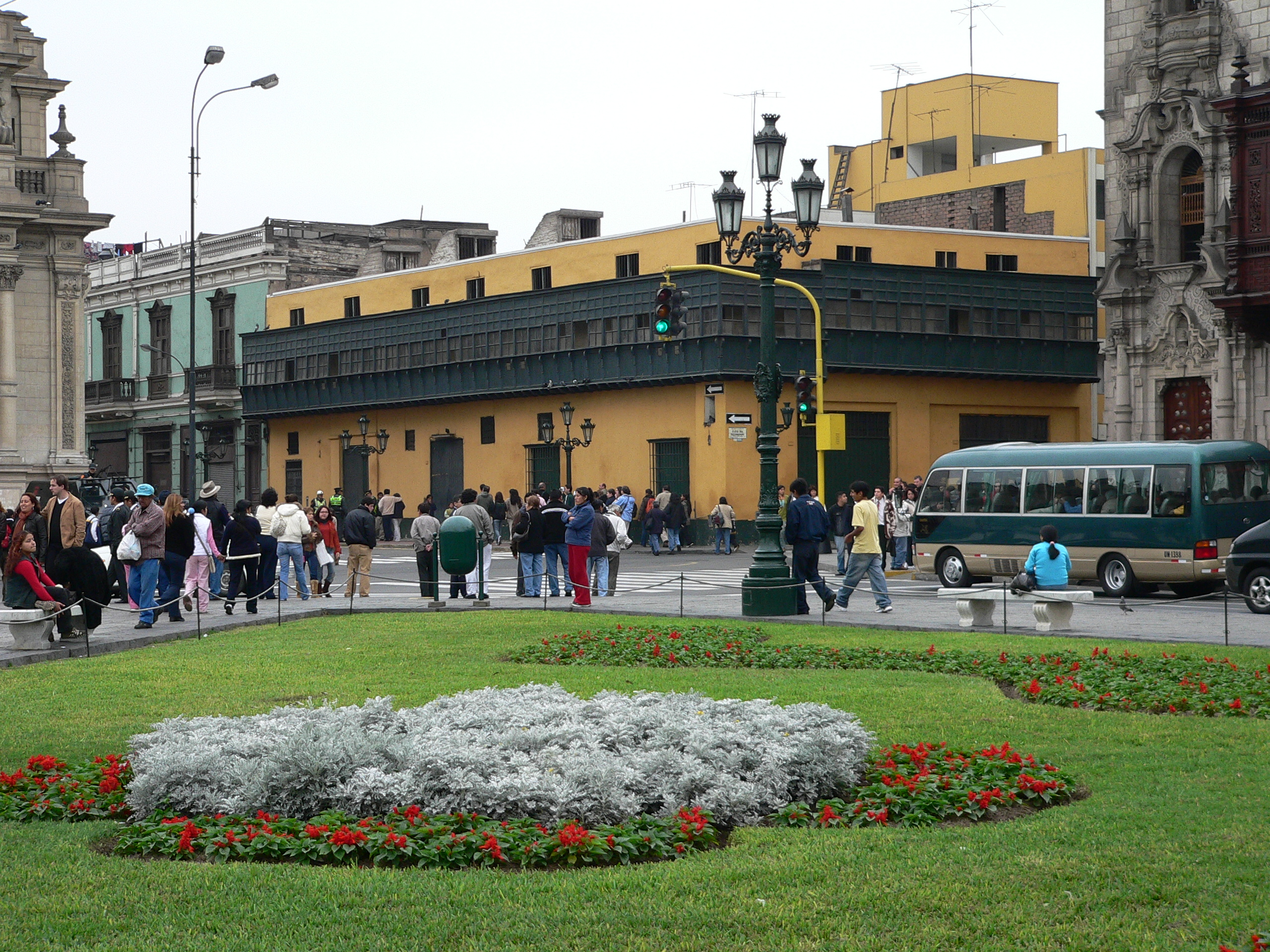
A Casa do Ouvidor.

Também uma das mais antigas da cidade, antiga sede do conselheiro do Vice-Rei, o Ouvidor, que também tinha funções administrativas.

### Casa de Pilatos
Erguida em 1590 pelo Jesuíta Luis Portillo, assim denominada por sua semelhança com outra mansão semelhante em Sevilha.

### Casa Goyeneche
Uma das construções mais significativas do Centro Histórico, levantada em 1863 em estilo francês pelo arquiteto Michele Trefogli. Está ainda em seu estado original, mostrando balcões que são típicos da arquitetura limenha.

### Casa Riva Agüero
Construída no século XVIII pela família Riva Agüero, cujo último integrante, José de la Riva-Agüero y Osma, a doou à PUC do Peru. Hoje é sede do Instituto Riva Agüero, com um arquivo histórico e biblioteca, e abrigando o Museu de Arte Popular da PUC.

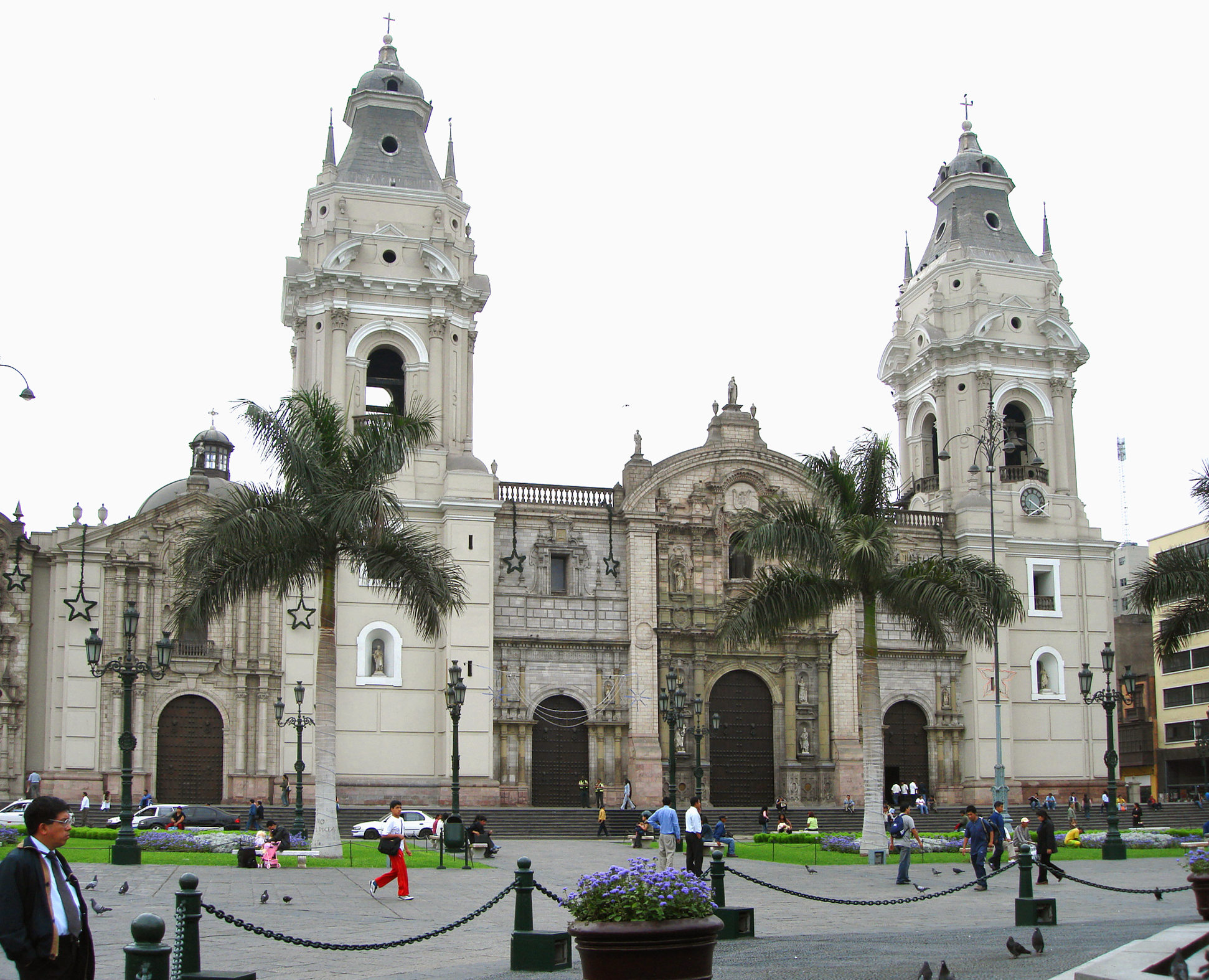
A Catedral.

### Casa das Treze Moedas
Data de meados do século XVIII, em estilo rococó requintado, com um piso, mansarda e aberturas emolduradas com relevos e talha. Hoje serve como um restaurante.

### Catedral de Lima
O edifício atual é resultado de uma série de transformações por que passou o primeiro templo, de 1535, a última intervenção datando de 1940, em virtude dos danos sofridos em repetidos terramotos. Mesmo assim guarda belas proporções e alguns elementos ainda são antigos, como o magnífico frontispício em pedra talhada.
No interior existem altares em vários estilos, desde o barroco até o neoclássico, muitas pinturas e esculturas, e um cadeiral em madeira entalhada que é uma das obras-primas da talha colonial peruana.

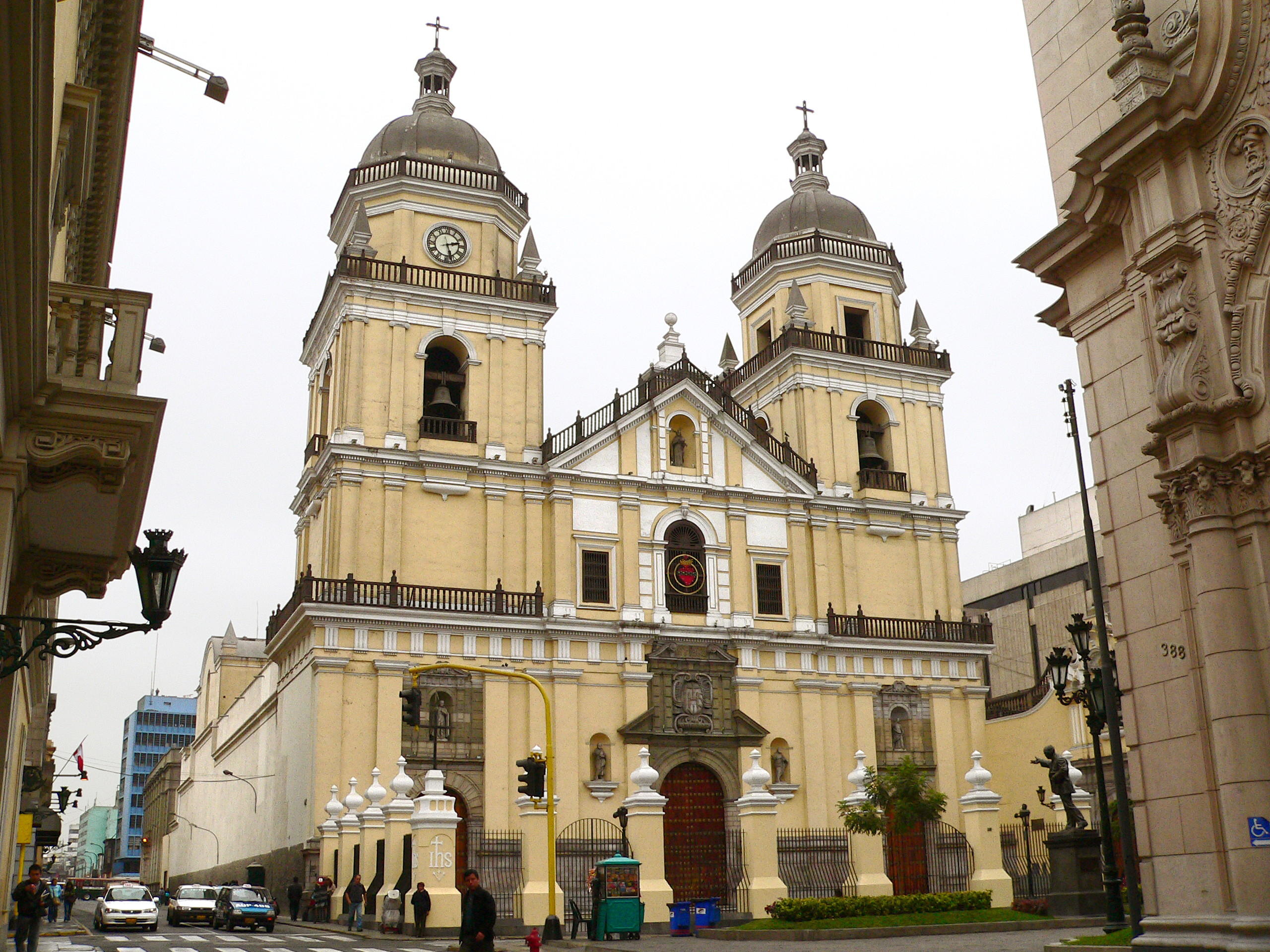
Basílica de São Pedro.

### Basílica Menor e Convento de São Pedro
É um complexo religioso barroco, um dos mais importantes da cidade. Foi inaugurado em 1638, e seu interior preserva rica decoração em talha dourada e pinturas importantes. Tem três naves e sua cúpula é considerada uma das mais belas do país.

### Basílica Menor e Convento de Santo Domingo
Sua construção começou logo na fundação de Lima, e prolongou-se por cinco décadas. A basílica tem três naves com rica decoração, incluindo um cadeiral em cedro esculpido por Juan Martínez de Arona. Sua cúpula é uma das melhores da cidade. No interior estão a imagem de Nossa Senhora do Rosário de Lima, de grande veneração popular, e o Altar dos Santos Peruanos, que recebe a visita de milhares de peregrinos.
O convento tem um claustro decorado com azulejos e um pátio em estilo sevilhano. Aqui foi fundada a primeira universidade da América, a Universidad Nacional Mayor de San Marcos, criada em 1551.

### Basílica e Convento de São Francisco

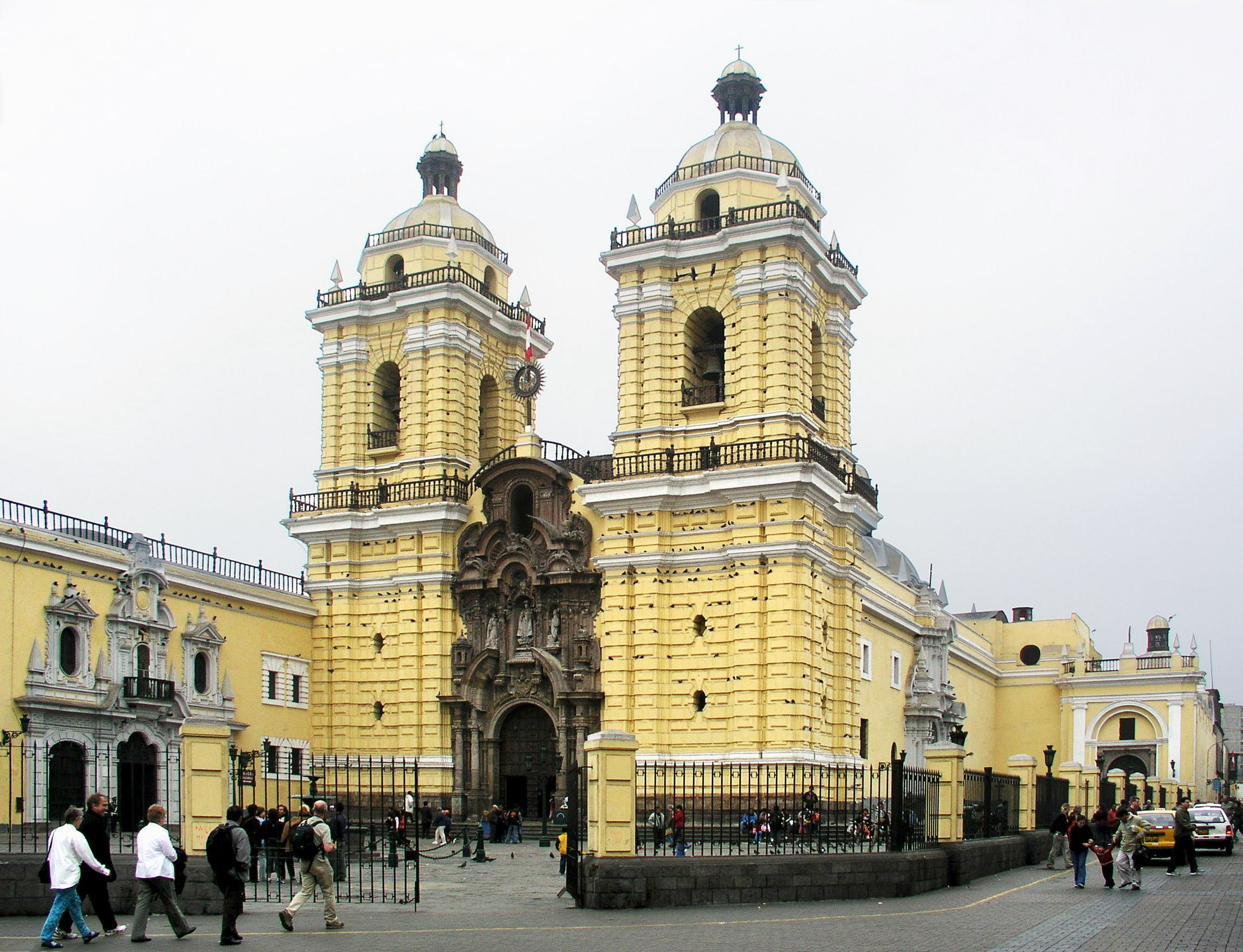
Basílica e Convento de São Francisco.

É um complexo arquitetônico monumental do século XVIII, que compreende, além da basílica e do convento, a Igreja da Soledade e a Capela do Milagre. O edifício da basílica tem uma original decoração externa em relevo que confere movimento e plasticidade à fachada, que conta com um importante frontispício em pedra. O interior é típico do fausto limenho na época colonial, com altares dourados, pinturas e estatuária. Destaca-se o Altar de São Judas Tadeu, totalmente construído em prata.
No convento viveu São Francisco Solano, chamado o Taumaturgo da América. O convento também possui extenso acervo artístico preservado no Museu de Arte Religiosa, com pinturas, entalhes, mobiliário e rica decoração arquitetônica. No subsolo podem ser visitadas as antigas catacumbas da cidade.

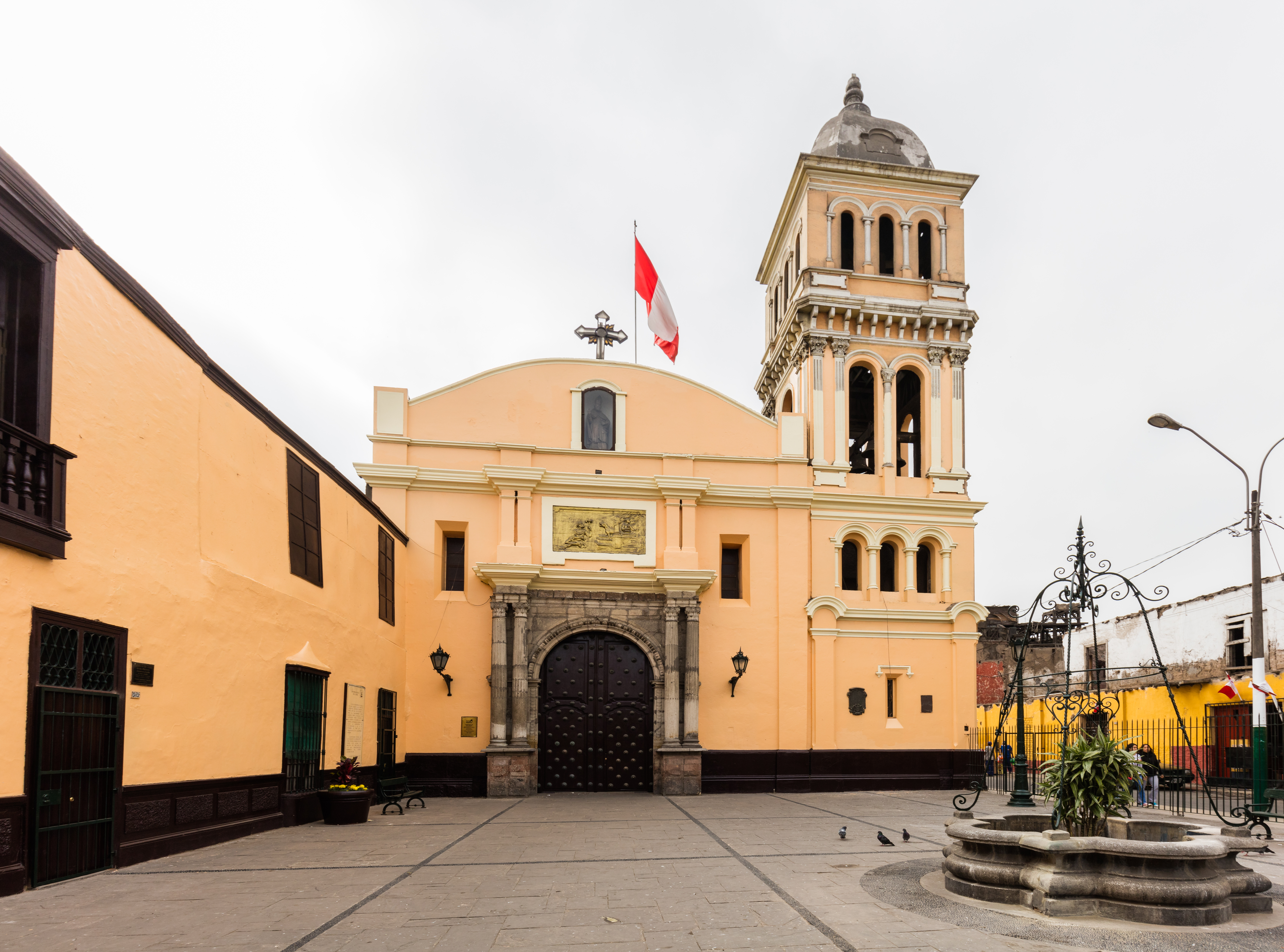
Igreja San Lazaro.

### Igreja da Soledade
Inaugurada em 1604 pela Irmandade de Nossa Senhora da Soledade, mas só concluída em 1674. Destruída por um terramoto em 1746, foi extensamente reformulada em estilo neoclássico, sendo um dos mais significativos edifícios da cidade neste estilo. No seu altar principal está a venerada imagem de Nossa Senhora da Soledade. Infelizmente a igreja foi quase totalmente destruída por um incêndio em 2005.

### Basílica Menor de Nossa Senhora da Mercê
Data do século XVIII, sendo um importante exemplar do estilo churrigueresco. Seu interior tem uma grande concentração de obras de arte em pintura, escultura e talha, além da própria arquitetura.

### Santuário e Convento de Santa Rosa de Lima
Preserva a antiga casa onde nasceu Santa Rosa de Lima, datando do século XVI, expondo relíquias da santa. A basílica foi iniciada em 1670 e passou por várias restaurações até ser consagrada definitivamente em 1992. O complexo recebe enorme afluxo de devotos de todas as partes do mundo.

### Santuário e Mosteiro das Nazarenas
Aqui se venera o Padroeiro de Lima, o Senhor dos Milagres. O santuário foi construído pelas Carmelitas Descalças junto com o mosteiro no século XVIII, em um estilo de transição entre o barroco e o rococó. É um dos templos mais visitados do Peru.

### Templo de São Sebastião
É a sede da paróquia mais antiga de Lima, e ainda preserva boa parte da sua decoração original.

### Palácio do Governo do Peru

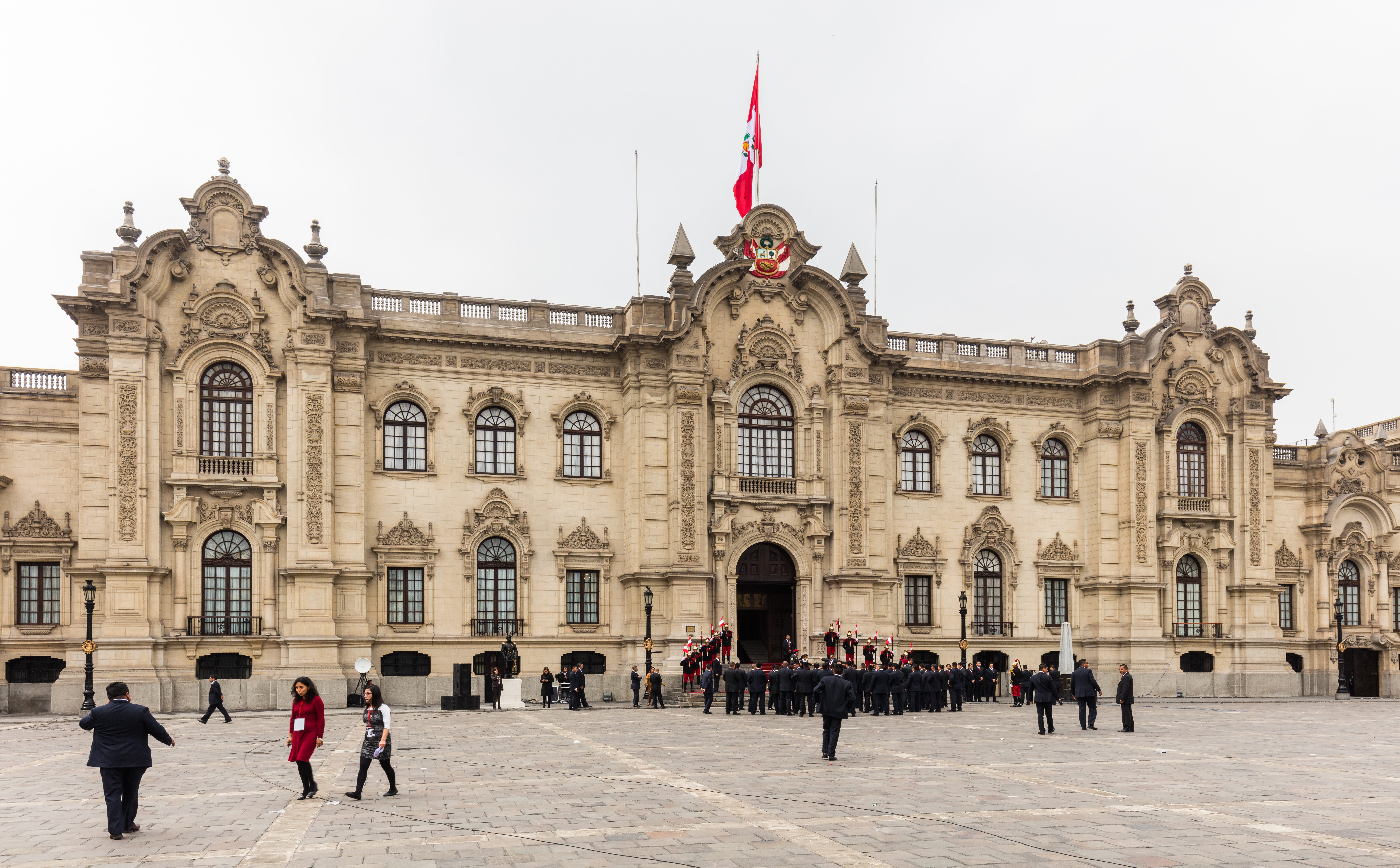
Palácio do Governo.

É a sede do Poder Executivo peruano e residência do Presidente da República do Peru. Foi inaugurado em 1538 para ser a morada de Francisco Pizarro. Depois dos incêndios de 1884 e 1921 foi reconstruído inteiramente em estilo neocolonial com traços do ecletismo francês, segundo projeto do arquiteto Jean-Claude-Antoine Sahut Laurent. A construção presente tem cerca de 19 mil m² de área, e foi concluída em 1938, contando com luxuosos ambientes internos.

### Parque Universitário
Foi construído em 1870 e hoje abriga o Centro Cultural da Universidad Nacional Mayor de San Marcos. Ali também foi levantada a Torre do Relógio pela comunidade alemã no Peru, com 30 m de altura, comemorando o centenário da independência nacional.

### Palácio de Torre Tagle

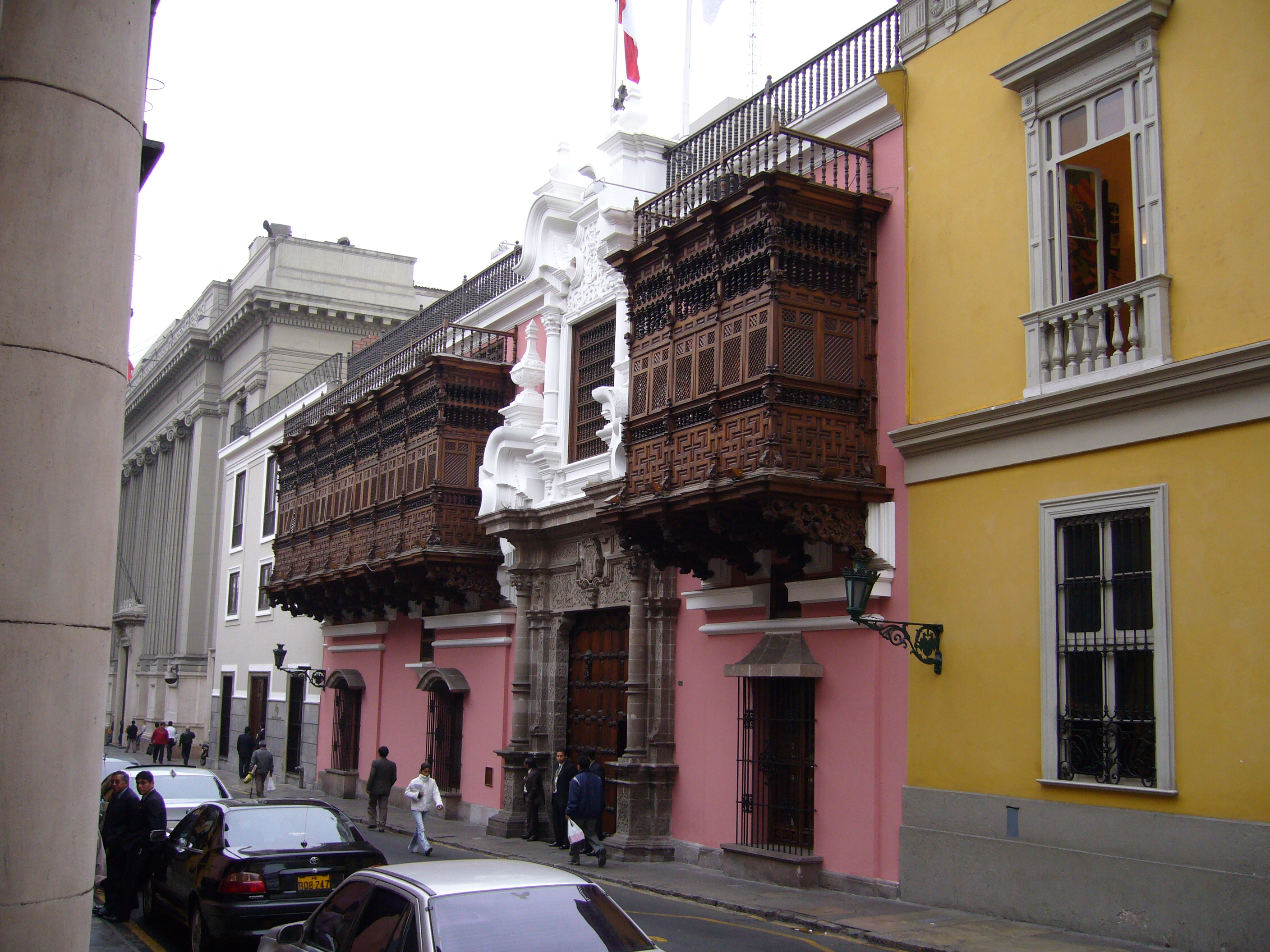
O Palácio de Torre Tagle.

Este palacete é talvez uma das construções mais características do estilo colonial peruano. Data do século XVIII e foi erguido para ser a residência do Marquês de Torre Tagle. Adquirido em 1918 pelo governo peruano, hoje serve como sede do Ministério das Relações Exteriores. Sua fachada mostra um imponente frontispício em pedra talhada e balcões em projeção, e no interior existem diversos ambientes decorados com requinte.

### Praça Maior de Lima
Seu estabelecimento data da fundação da cidade de Lima em 1535, e a praça foi o palco de alguns dos mais importantes eventos históricos do Peru. Originalmente era rodeada de casario simples de comércio, foi local de touradas e de execuções, e nela se proclamou a Independência do Peru. Com o tempo seu entorno recebeu acréscimos arquitetônicos muito significativos, como o Palácio do Governo, o Palácio da Municipalidade, o Palácio Arquiepiscopal e a Casa do Ouvidor.

### Praça de San Martín

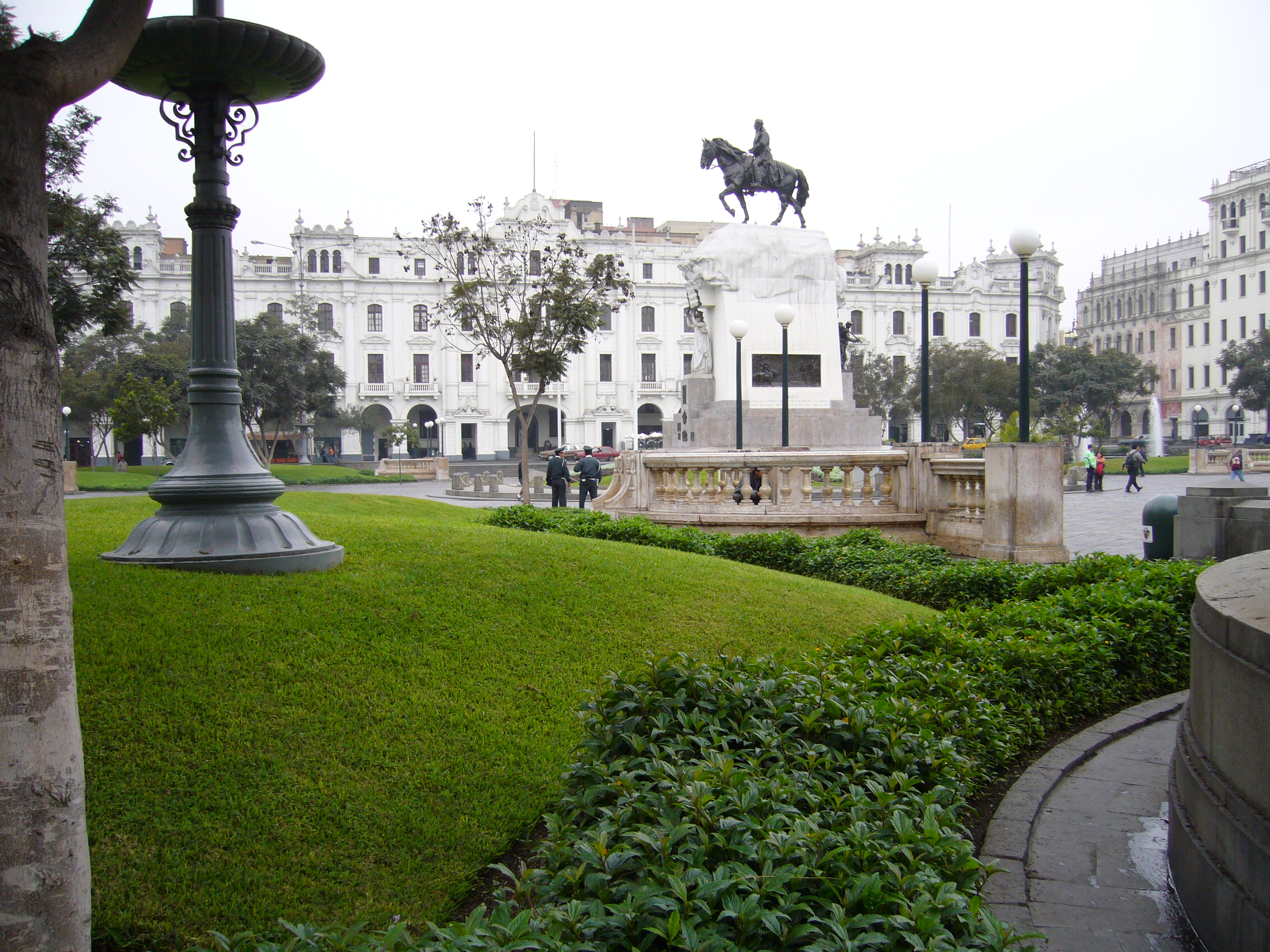
Praça de San Martín.

Foi inaugurada em 27 de julho de 1921 comemorando o centenário da Independência do Peru. Nela foi instalado um monumento equestre a José de San Martín. Está rodeada de edifícios importantes como o Grande Hotel Bolívar e o Teatro Colón, e apresenta obras de arte em escultura nos seus jardins.

### Tribunal da Santa Inquisição
Foi construído como sede do Santo Ofício no Peru, em 1569. Reformulado mais tarde, hoje mostra um estilo neoclássico e tem rica decoração nos espaços do interior, destacando-se o teto em talha do salão principal, considerado o mais bem preservado da cidade.